# Винецешти (Васлуј)
Винецешти (рум. Vinețești) насеље је у Румунији у округу Васлуј у општини Олтенешти. Oпштина се налази на надморској висини од 129 m.

## Становништво
Према подацима из 2002. године у насељу је живело 815 становника, од којих су сви румунске националности.